# Городская логистика
Городска́я логи́стика (нем. City-Logistik) — комплекс логистических решений, действий, процессов, нацеленных на оптимизацию управленческих решений администрации, потоков материалов, транспортных средств, людей, знаний, энергии, финансов, информации в рамках подсистем города и его инфраструктуры.
Плотность указанных потоков и их распределение по территориям городов неодинаковы. В ряде районов, как правило, расположенных в центральной части городов, потоки масштабны по величине и степени их концентрации. Они обусловливают перегрузку коммуникаций города, возникновение заторов в продвижении потоков необходимых городу ресурсов, осложняют работу общественного транспорта, коммунальных и социальных служб.
Методической основой городской логистики служат интегрированная и инновационная логистики.

## Цель и задачи городской логистики
Целью городской логистики является:
- удовлетворение потребностей жителей города;
- рациональная организация в пространстве и во времени материального и социального потоков, обеспечивающая максимальную ориентацию всей производственно-хозяйственной деятельности муниципальных предприятий на удовлетворение потребностей населения.

Задачами городской логистики являются:
- интеграция города в единое креативное целое;
- развитие культуры;
- рационализация материальных и социальных потоков в муниципальном хозяйстве;
- максимизация загрузки производственных мощностей предприятий муниципального хозяйства;
- экономия материальных ресурсов на всех стадиях материального потока;
- оптимизация затрат на производство и реализацию готовой продукции и услуг населению;
- снижение выбросов токсичных и парниковых газов в окружающую среду.